# Король кунг-фу
«Король кунг-фу» (англ. King Kung Fu) — американская кинокомедия режиссёра и сценариста Ланса Хейса и продюсеров Боба Уолтерсчейда и Герберта Строка. В главных ролях — Джон Балли, Том Лихи, Максин Грей. Премьера картины состоялась в апреле 1976 года.

## Сюжет
В Китае живёт добродушный, любящей шляпы, говорящий самец гориллы по имени Джампер. Его подобрали в джунглях и обучили каратэ. После того как Джампер избивает своего владельца, мастера кунг-фу Эла Фанкью, когда тот попытался вырвать у него банан из лап, избитый и смущенный хозяин отправляет питомца в США в качестве «подарка доброй воли». Американцы переименовывают Джампера в Короля кунг-фу в рекламных целях. По пути в Нью-Йоркский зоопарк «Монстр — мастер боевых искусств» выставлен на всеобщее обозрение в городе Уичито, в штате Канзас. Здесь два безработных репортера освобождают гориллу, планируя после «схватить» его и получить работу.
Капитан полиции Дж. У. Дьюк, который больше похож на звезду вестернов, и его маленький помощник в патриотическом шлеме, офицер Пилгрим, участвуют в общегородской погоне за сбежавшим питомцем. Тем временем, у гориллы возникает романтическая связь с Рэй Фей, красивой блондинкой, которая работает официанткой в «Пицца Хат». Рэй Фей — единственная, кто понимает, что Фу (сокращенно от Король кунг-фу) просто хочет посмотреть местные достопримечательности, как и любой другой турист. Её коварный бойфренд — тележурналист Бо Бёрджесс и его незадачливый приятель Герман, пара чопорных протестующих старушек из организации «ОЛД ХАГГС» [прямой перевод аббревиатуры на русский звучит, как «старые ведьмы»], которая расшифровывается как «Возмущенные дамы, посвятившие себя сокрытию великого позора животных» и множество других горожан, включая полицейских, ковбоев и бейсболистов, участвуют в дикой погоне за обезьяной.
Горилла и девушка оказываются на вершине самого высокого здания в Уичито в то время — отеля «Холидэй Инн», что отсылает зрителя к оригинальному фильму о Кинг-Конге. Здесь Фу даёт последний бой капитану Дюку, атакующему его на вертолёте; финальные сцены показаны с использованием по-кадровой анимации.

## В ролях
| Актёр          | Роль                         |
| -------------- | ---------------------------- |
| Джон Балли     | горилла Джампер              |
| Том Лихи       | капитан Дюк                  |
| Максин Грей    | Рэй Джин Фей                 |
| Билли Шварц    | Бо Бёрджесс                  |
| Луис Эйрс      | Миртл                        |
| Алан Бейкер    | Улыбающийся Джек             |
| Фред Бертон    | Брюс Великий                 |
| Дэн Кэмпбелл   | доктор Харрис Фриб           |
| Роберт Кэрролл | Лоуренс Ларю                 |
| Ли Эллиот      | Зиг Хайль                    |
| Джим Эриксон   | Эл Фанкью                    |
| Пэт Хейс       | контролёр на платной стоянке |
| Лиллиан Келли  | Агата                        |
| Джек Ли        | Дикий Билл                   |
| Тим Макгилл    | Герман                       |
| Стивен Сислей  | офицер Пилгрим               |
| Стивен Уонг    | Клайд Уонг                   |

## Производство
Съёмки картины начались в 1974 году и закончены спустя два года. Однако продюсеру потребовалось еще одиннадцать лет, чтобы собрать необходимые средства для завершения монтажа картины. Производство фильма обошлось примерно в триста тысяч долларов США. Фильм был полностью снят в городе Уичито, в штате Канзас.

## Критика
Вначале малоизвестный фильм, со временем приобрел популярность. Картина была выпущена на DVD через несколько лет после выхода.

## Музыка
Музыкальная тема, звучащая в финале фильма — «Gorilla Rag», была написана и исполнена группой «LEGION» из города Уичито.